# Antoine Watteau

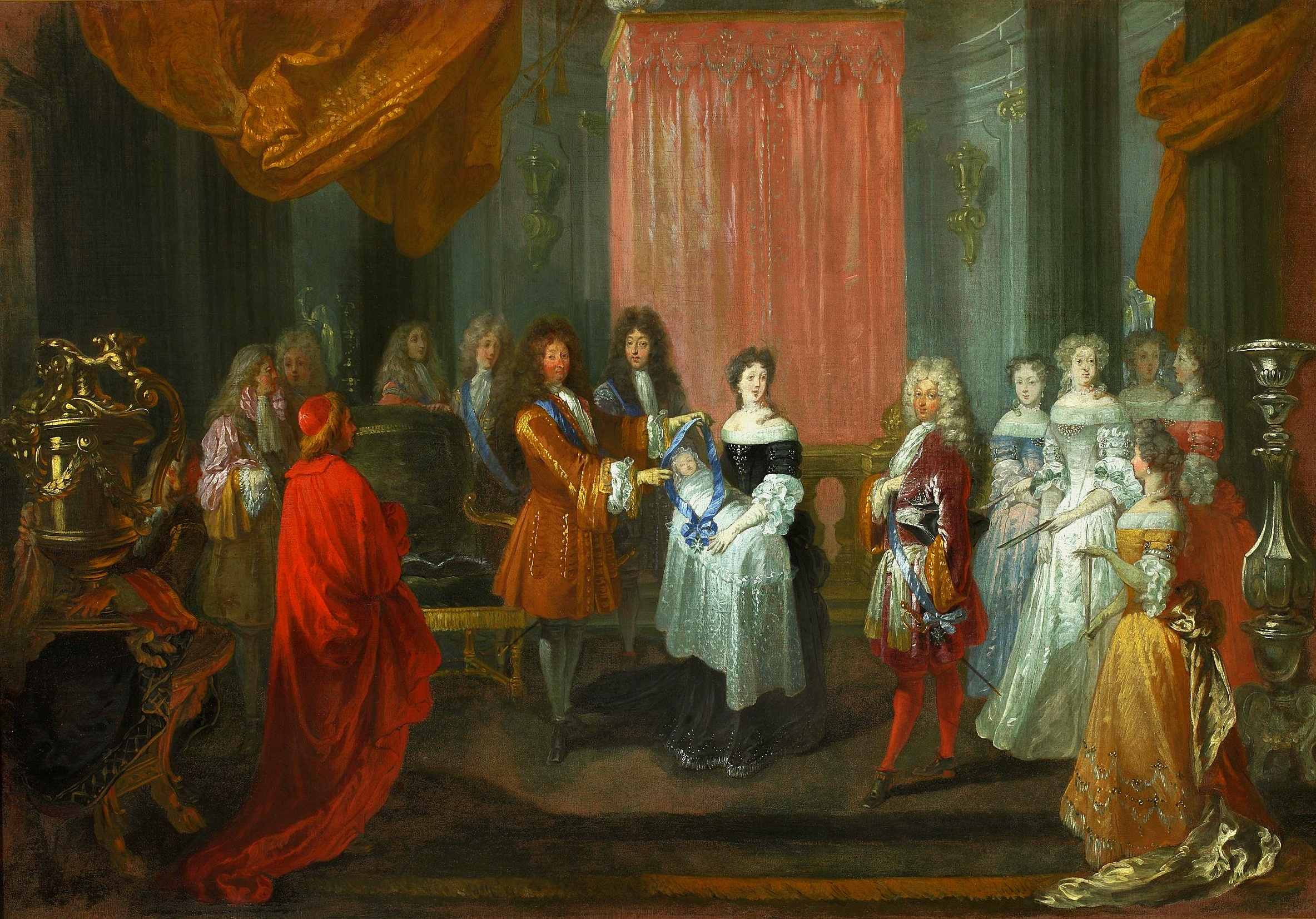
Nadanie orderu następcy tronu francuskiego (ok. 1710), Muzeum Narodowe w Warszawie

Lekcja miłości (1716-17), Nationalmuseum, Sztokholm

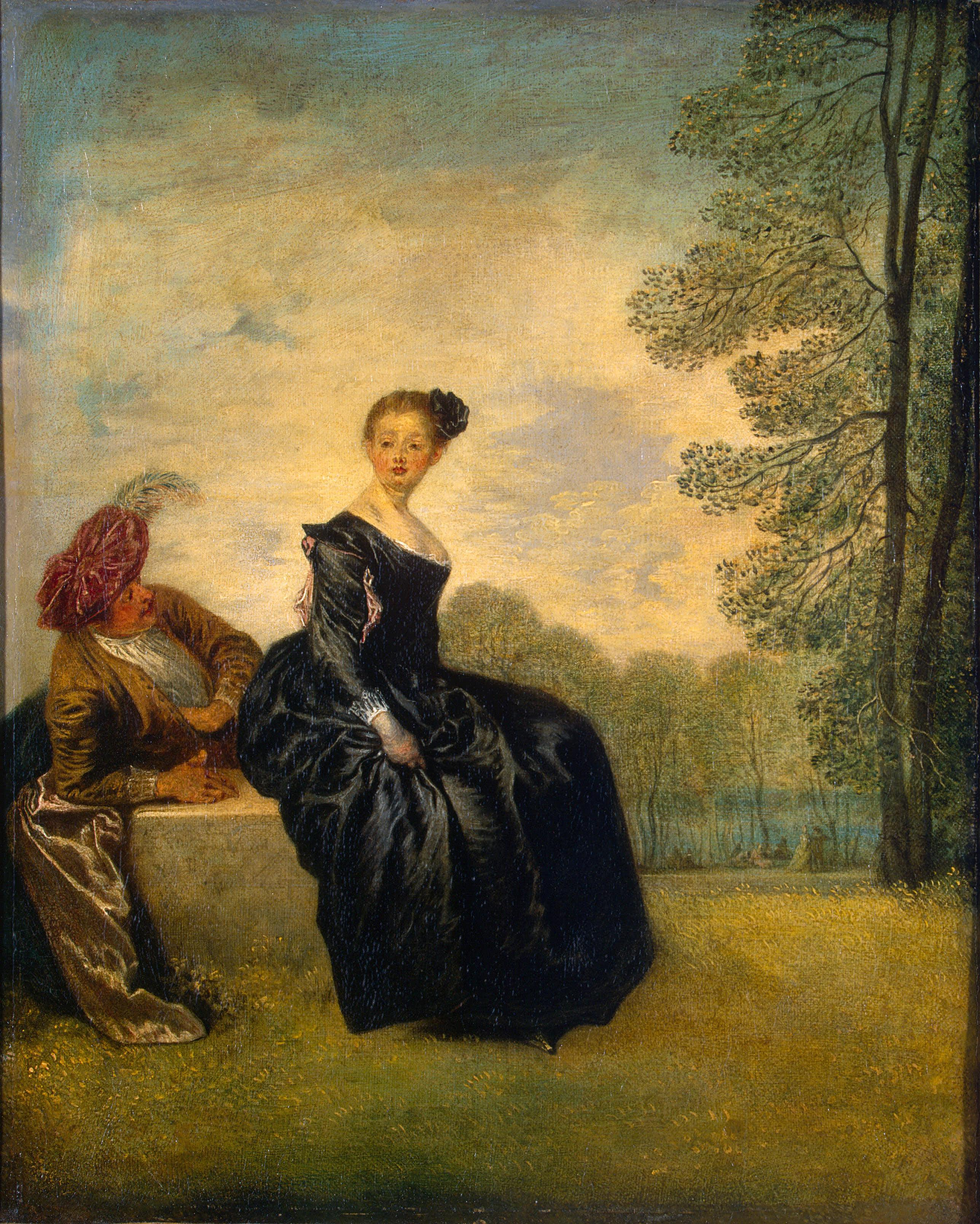
Nadąsana (1717), Ermitaż, Sankt Petersburg

Odjazd na Cyterę (1717), Luwr, Paryż

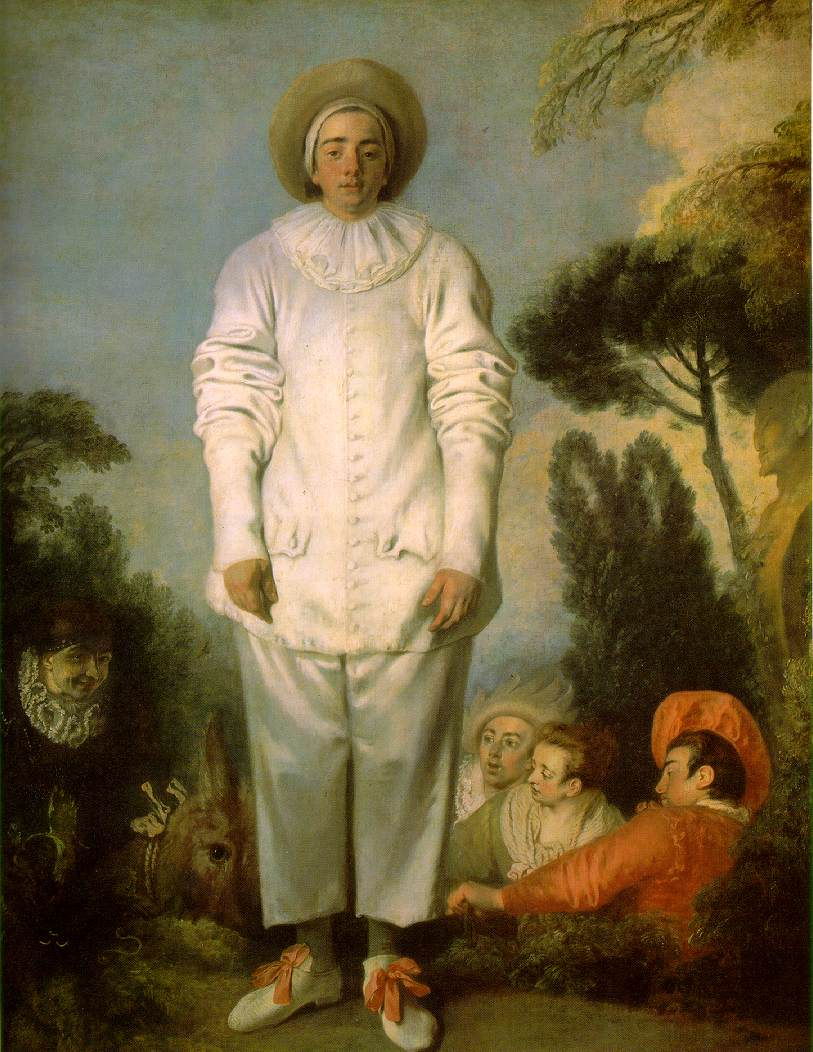
Pierrot (Gilles) (1718-19), Luwr, Paryż

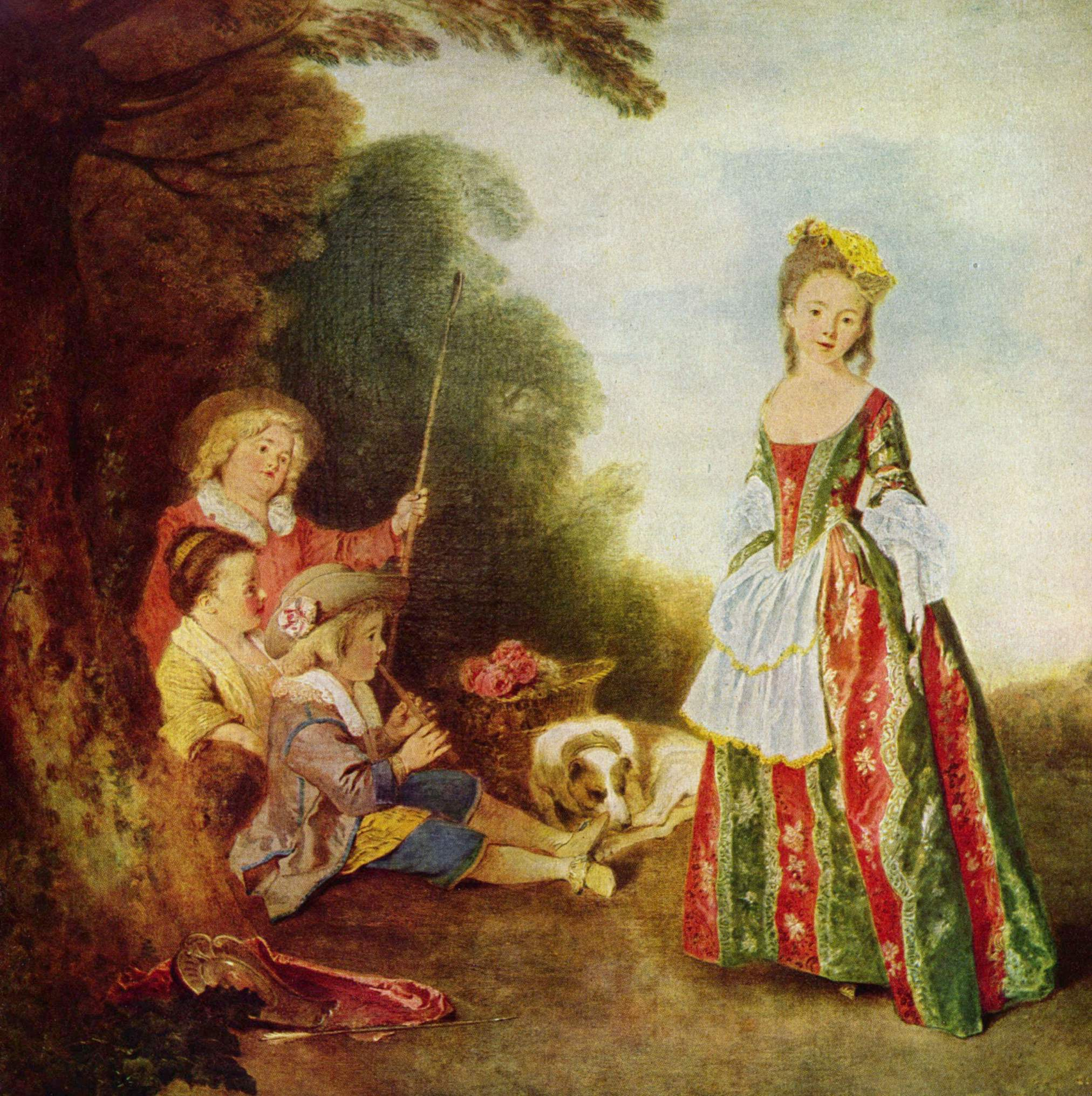
Taniec (1710-20), Pałac Sanssouci, Poczdam

Antoine Watteau, właśc. Jean-Antoine Watteau fr: ʒɑ̃-ɑ̃twɑn vɑto: (ur. 10 października 1684 w Valenciennes, zm. 18 lipca 1721 w Nogent-sur-Marne) – francuski malarz, rysownik i rytownik, prekursor i czołowy przedstawiciel francuskiego rokoka, twórca nowego gatunku malarskiego fête galante.

## Życiorys
Był synem cieśli-dekarza. W wieku 11 lat zapisany został do pracowni Jacques’a-Alberta Gerina (ok. 1640–1702), gdzie nauczył się podstaw malarstwa.
W 1702 przybył do Paryża. Od 1704 kształcił się u Claude’a Gillota (1673-1722) – malarza scen teatralnych, od 1709 – u Claude’a Audrana (1658-1734) – kustosza Pałacu Luksemburskiego, co umożliwiło mu zapoznanie się z cyklem obrazów Rubensa. W 1717 został członkiem Królewskiej Akademii Malarstwa i Rzeźby w Paryżu jako „maitre des fêtes galantes”. Jego pierwszy obraz namalowany dla Akademii – Odjazd na Cyterę (właśc. Wyjazd z Cytery) – naruszał wszelkie kanony akademickie i został zakwalifikowany do nowej kategorii malarskiej. Dzięki poparciu kolekcjonera i bankiera Pierre’a Crozata, w którego pałacu zamieszkał, miał możliwość studiowania bogatych zbiorów sztuki oraz licznych rysunków m.in. Correggia, Rembrandta, Tycjana, Primaticcia i Veronesego. W latach 1719–1720 przebywał w Londynie, gdzie usiłował leczyć gruźlicę, lecz stan jego zdrowia jeszcze się pogorszył. Na krótko przed śmiercią, w ciągu zaledwie tygodnia, namalował swój ostatni, największy rozmiarami obraz – szyld sklepu swego przyjaciela i pierwszego biografa Gersainta (1694-1750).
Zmarł podczas wypoczynku w Nogent-sur-Marne w wieku niespełna 37 lat.

## Twórczość
Wykształcił się na wzorach flamandzkiego malarstwa rodzajowego XVII w. Jednym z głównych źródeł jego inspiracji było malarstwo Petera Paula Rubensa.
Jego twórczość dzieli się na dwa nurty: sceny z komedii przedstawiające aktorskie trupy, włoskie lub francuskie, występujące na dworach oraz fêtes galantes – przedstawienia wytwornego towarzystwa w romantycznej, nastrojowej scenerii, podczas zabaw parkowych, rozmów, flirtów, ukradkowych spotkań, pikników. Sporadycznie malował akty i wątki mityczne. Łączył i przetwarzał elementy sztuki flamandzkiej i weneckiej, kształtując własny styl, który dał początek malarstwu francuskiego rokoka. Jego dzieła cechuje niezwykła finezja kolorystyczna (był wybitnym kolorystą), precyzyjny rysunek oraz miękki, światłocieniowy modelunek.
Był znakomitym rysownikiem. Zachowało się prawie 1000 jego rysunków, wykonanych czarną kredką, ołówkiem lub sangwiną (największe kolekcje przechowywane są w Luwrze, British Museum oraz Nationalmuseum w Sztokholmie).
Jego malarstwo zostało spopularyzowane za pośrednictwem tek graficznych, wydanych przez przyjaciela malarza Jeana de Julienne’a. W l. 1726 i 1728 ukazał się 4-tomowy zbiór rycin artysty (tzw. Recueil de Julienne), zawierający sztychy według obrazów i rysunków malarza, także tych zaginionych. Wykonali je m.in. Francois Boucher (119 grawiur), biograf i wielbiciel artysty – Anne Claude de Caylus (1692-1765) i Claude Audran.
W Muzeum Narodowym w Warszawie znajduje się jego wczesny obraz Nadanie orderu Cordon Bleu ks. de Bourgogne oraz przypisywana mu Polka.
Jego kontynuatorami byli: Jean-Baptiste Pater (jedyny uczeń i współpracownik), Nicolas Lancret i Pierre-Antoine Quillard.

## Dzieła
- Aktorki Comedie Francaise (ok. 1712), 20 × 25 cm, Ermitaż, Sankt Petersburg
- Arlekin, władca Księżyca (1708), 65 × 82 cm, Musée des Beaux-Arts, Nantes
- Dama w kąpieli (1715), 80 × 101 cm, Luwr, Paryż
- Dwie kuzynki (ok. 1716), 30 × 36 cm, Luwr, Paryż
- Fałszywy krok lub Faux-pas (ok. 1717), 49 × 31 cm, Luwr, Paryż
- Gama miłości (1717-19), 51 × 60 cm, National Gallery w Londynie
- Jowisz i Antiopa (Jupiter i Antiope lub Nimfa i satyr) (1715), 73,5 × 107,5 cm, Luwr, Paryż
- Kłopotliwa propozycja (1716), 65 × 85 cm, Ermitaż, Sankt Petersburg
- Kokietka (1712), 18,8 × 15,5 cm, Musée des Beaux-Arts, Troyes
- Krajobraz z kataraktą (ok. 1714), 72 × 106 cm, Ermitaż, Sankt Petersburg
- Kucharka lub Pomywaczka (1703), 53 × 44 cm, Musée des Beaux-Arts, Strasburg
- Lekcja miłości (1716-17), 44 × 61 cm, Nationalmuseum, Sztokholm
- Małpa rzeźbiarzem (1710), 22 × 21 cm, Musée des Beaux-Arts, Orleans
- Mezzetin (1719), 55,2 × 43,2 cm, Metropolitan Museum of Art, Nowy Jork
- Miłość w teatrze francuskim (po 1716), 37 × 48 cm, Gemäldegalerie, Berlin
- Miłość w teatrze włoskim (po 1716), 37 × 48 cm, Gemäldegalerie, Berlin
- Nadanie orderu następcy tronu francuskiego (ok. 1710), 64 × 91 cm, Muzeum Narodowe w Warszawie
- Nadąsana (1717), 42 × 34 cm, Ermitaż, Sankt Petersburg
- Obojętny (1717), 25,5 × 18,7 cm, Luwr, Paryż
- Odjazd na Cyterę lub Pielgrzymka na wyspie Cyterze (1717), 129 × 194 cm, Luwr, Paryż
- Pasterze (1717-19), 56 × 81 cm, Pałac Charlottenburg, Berlin
- Perspektywa (1715), 46,5 × 55,3 cm, Museum of Fine Arts w Bostonie
- Pierrot lub Gilles (1718-19), 184,5 × 149,5 cm, Luwr, Paryż
- Pola Elizejskie (1717), 33 × 43 cm, Wallace Collection, Londyn
- Polka (1717), 36,5 × 28,5 cm, Muzeum Narodowe w Warszawie
- Portret mężczyzny (ok. 1720), 130 × 97 cm, Luwr, Paryż
- Portret rzeźbiarza Antoine’a Patera (1716), 78 × 62 cm, Musée des Beaux-Arts, Valenciennes
- Przyjemności balu (1716-17), 52,6 × 65,4 cm, Dulwich Picture Gallery, Londyn
- Rozkosze miłosne (ok. 1719), 61 × 75 cm, Galeria Obrazów Starych Mistrzów w Dreźnie
- Sabaudczyk ze świstakiem (1716), 40,5 × 32,5 cm, Ermitaż, Sankt Petersburg
- Sąd Parysa (ok. 1720), 47 × 30,7 cm, Luwr, Paryż
- Spotkanie w parku obok posągu leżącej kobiety (1717-18), 60 × 75 cm, Galeria Obrazów Starych Mistrzów w Dreźnie
- Szyld sklepu Gersainta (1719), 163 × 308 cm, Pałac Charlottenburg, Berlin
- Święta Rodzina (1717-19), 129 × 97,2 cm, Ermitaż, Sankt Petersburg
- Taniec (1710-20), 97 × 116 cm, Pałac Sanssouci, Poczdam
- Toaleta (1717), 46 × 39 cm, Wallace Collection, Londyn
- Uwodziciel (1712-14), 18,9 × 25,6 cm, Musée des Beaux-Arts, Troyes
- Wiejskie przyjemności (1718), 128 × 193 cm, Wallace Collection, Londyn
- Włoska serenada, 33,5 × 27 cm, Nationalmuseum, Sztokholm
- Zabawy na świeżym powietrzu (1718-20), 11 × 103 cm, Gemäldegalerie, Berlin
- Zaślubiny w parku (ok. 1712), 47 × 55 cm, Prado, Madryt